# Barbacenia hirtiflora
Barbacenia hirtiflora är en enhjärtbladig växtart som beskrevs av Goethart och Johannes Jan Theodoor Henrard. Barbacenia hirtiflora ingår i släktet Barbacenia och familjen Velloziaceae. Inga underarter finns listade.